# جوناثان ديفيد غونزاليس
جوناثان ديفيد غونزاليس (3 يوليو 1995 في الإكوادور - ) هو لاعب كرة قدم إكوادوري في مركز الوسط. شارك مع منتخب الإكوادور لكرة القدم. أما مع النوادي، فقد لعب مع كلوب ليون ونادي جامعة غوادالاخارا وإنديبندينتي ديل فال.

## وصلات خارجية
- جوناثان ديفيد غونزاليس على موقع قاعدة بيانات كرة القدم.إي يو (الإنجليزية)
- جوناثان ديفيد غونزاليس على موقع قاعدة بيانات كرة القدم.إي يو (الإنجليزية)
- جوناثان ديفيد غونزاليس على موقع ناشيونال فوتبول تيمز (الإنجليزية)
- جوناثان ديفيد غونزاليس على موقع Soccerway.com (الإنجليزية)
- جوناثان ديفيد غونزاليس على موقع AS.com (الإسبانية)